# Dave Gahan
Dave Gahan (født 9. maj 1962) er en engelsk sanger og sangskriver, der er bedst kendt som forsanger i synthpop/new wave-bandet Depeche Mode, som han var med til at danne i 1980. Han har sideløbende udgivet to soloalbum; Paper Monsters (2003) og Hourglass (2007). Selvom Martin Gore er Depeche Modes primære sangskriver, har Gahan bidraget til flere sange på bandets to seneste album – Playing the Angel (2005) og Sounds of the Universe (2009) – heriblandt singlerne "Suffer Well" og "Hole to Feed".
Dave Gahan er tidligere heroinmisbruger. I 1993 fik han hjertestop under en koncert i New Orleans, og i 1996 stoppede hans hjerte i to minutter efter en overdosis. Han har siden slutningen af 1990'erne været stoffri. I august 1995 forsøgte han at begå selvmord ved at skære i sine håndled. Ifølge Gahan selv var det et "råb om hjælp", og derfor sørgede han for, at der var folk, der ville finde ham. Den 12. maj 2009 blev Gahan hasteindlagt kort før en koncert i Athen i Grækenland efter et ildebefindende. Undersøgelser viste, at han led af kræft i urinblæren. Han gennemgik efterfølgende en vellykket operation for at fjerne svulsten. Gahan måtte efter lægernes anvisninger holde sig i ro, og en række koncerter blev derfor aflyst eller udskudt, indtil han den 8. juni igen stod på scenen i Leipzig i Tyskland.
I 2005 var han model og talsmand for det svenske designmærke J.Lindeberg og dets S/S 2006-herrekollektion.

## Diskografi

### Studiealbums
- Paper Monsters (2003)
- Hourglass (2007)

### med Soulsavers
- The Light the Dead See (2012)
- Angels & Ghosts (2015)
- Imposter (2021)

### med Depeche Mode
- Speak & Spell (1981)
- A Broken Frame (1982)
- Construction Time Again (1983)
- Some Great Reward (1984)
- Black Celebration (1986)
- Music for the Masses (1987)
- Violator (1990)
- Songs of Faith and Devotion (1993)
- Ultra (1997)
- Exciter (2001)
- Playing the Angel (2005)
- Sounds of the Universe (2009)
- Delta Machine (2013)
- Spirit (2017)
- Memento Mori (2023)